# Milwaukee Cold Storage Co. Building
Milwaukee Cold Storage Co. Building es un edificio de 1892 que alguna vez fue la ubicación de la Milwaukee Cold Storage Company. En el momento de la construcción, se anunció como el edificio frigorífica más grande de Wisconsin. Es un edificio histórico construido en estilo neorrománico y está ubicado en el distrito histórico de Walker's Point de Milwaukee, Wisconsin.
Para retener el aire frío, el edificio de cinco pisos tiene paredes de dos pies de espesor y no hay muchas ventanas. El edificio se enfrió originalmente con hielo que se tomó del río cercano. Después de 1910, el edificio se enfrió con un sistema de refrigeración diferente que no requería hielo.
En 2019, el edificio se vendió a un desarrollador de Milwaukee. El desarrollador planea restaurar el edificio para nuevos usos.

## Trasfondo
El edificio Milwaukee Cold Storage Co. se construyó en 1892 como un lugar para almacenar y distribuir «mantequilla, queso, huevos, frutas, caza, aves» y otros artículos. El edificio fue encargado por E. R. Godfrey, W. H.Stevens, E. J. Lindsay y William Plankinton. El edificio tiene cinco pisos de altura y tenía disponibles 600 000 pies cúbicos (16 990 080 L) de almacenamiento. El edificio también tiene un sótano. El edificio fue construido por $ 100 000 (3391111 actualmente) y podría almacenar 500 cargas de artículos perecederos en vagones de tren a temperaturas entre 10 y 60 grados Fahrenheit (−12,2 y 15,6 °C). En 1893 se la llamó la «cámara frigorífica más grande del estado de Wisconsin». El edificio se encuentra en el cruce del río Menomonee y el río Milwaukee en 100 S. 2nd St.

## Historia
Los arquitectos de Milwaukee Charles D. Crane y Carl C. Barkhausen fueron seleccionados para construir la estructura. El edificio es de estilo neorrománico, y tiene muros de 2 pies (0,6 m) de ladrillo Cream City. El edificio tiene pocas ventanas para minimizar la pérdida de aire frío. Se considera un edificio histórico y está ubicado en el distrito histórico de Walker's Point de Milwaukee.
El presidente de la operación fue un inventor llamado Avelyn I. Dexter. Inventó el «Sistema Dexter de almacenamiento en frío», que empujaba aire sobre hielo para crear un sistema de refrigeración. De 1892 a 1910 se tomó hielo del río Menomonee para enfriar el edificio, pero en 1910 el edificio se enfrió con un nuevo sistema de refrigeración que usaba tanques de salmuera, condensadores y amoníaco.
El 30 de julio de 1955 hubo una fuga de amoníaco en el quinto piso del edificio. Milwaukee Cold Storage Company perdió una gran cantidad de nueces y alimentos perecederos que estaban almacenados en el quinto piso como resultado de los vapores de amoníaco. Milwaukee Cold Storage Company demandó al fabricante del sistema de refrigeración, York Corporation. Un jurado decidió que York Corporation no tuvo la culpa de la destrucción de los artículos almacenados.
La Sociedad Histórica de Wisconsin inspeccionó la propiedad en 1984. Lo han agregado a su lista en el Inventario de Arquitectura e Historia de Wisconsin. El edificio había sido propiedad de Brian Jost hasta 2019. En 2019, el edificio se vendió a J. Jeffers & Co. por 300 000 dólares estadounidenses: se describió como un almacén de 71,500 pies cuadrados (6,640 m2). El desarrollador de Milwaukee dijo que planean restaurar el edificio para nuevos usos.